# Guimerà
Guimerà è un comune spagnolo di 365 abitanti situato nella comunità autonoma della Catalogna.